# محرک (آلبوم)
«محرک» (به انگلیسی: Exciter) آلبومی از دپش مد است که در ۱۴ مه ۲۰۰۱ منتشر شد.